# فرمانده کل ارتش ایالات متحده آمریکا
فرمانده کل ارتش ایالات متحده آمریکا (انگلیسی: Commanding General of the United States Army) عنوانی بود که به رئیس خدمات و عالی‌رتبه‌ترین افسر ارتش ایالات متحده آمریکا (و پیش از آن ارتش قاره‌ای) قبل از شکل‌گیری سمت رئیس ستاد نیروی زمینی ایالات متحده آمریکا در سال ۱۹۰۳ داده می‌شد. در طول جنگ انقلاب آمریکا (۱۷۷۵–۱۷۸۳)، این عنوان فرمانده کل ارتش قاره‌ای نام داشت. در سال ۱۷۸۳ این عنوان به افسر ارشد ارتش ایالات متحده ساده شد. در سال ۱۸۲۱ این عنوان به فرمانده کل ارتش ایالات متحده تغییر یافت. این مقام اغلب با عناوین مختلف دیگری مانند «سرلشکر فرمانده ارتش» یا «ژنرال کل» شناخته می‌شد.
از سال ۱۷۸۹ تا زمان لغو آن در سال ۱۹۰۳، مقام فرمانده کل از نظر قانونی تابع وزیر جنگ ایالات متحده بود،  (عضو ارشد کابینه رئیس‌جمهور)، اما با اقدام کنگره ایالات متحده در سال ۱۹۰۳، تحت ریاست‌جمهوری بیست و ششم تئودور روزولت (۱۹۰۱–۱۹۰۹) با عنوان رئیس ستاد ارتش جایگزین شد.